# Famille Pajol
La famille Pajol est une famille française qui a été titrée sous le Premier Empire. 

## Histoire
Cette famille est originaire de Besançon.[réf. nécessaire]
Elle s'est notamment illustrée par le général Pajol, grande figure de la cavalerie légère de Napoléon, et a donné trois générations d'officiers (dont trois officiers généraux) au service de la France.

## Personnalités
- Pierre Claude Pajol (1772-1844), 1er comte Pajol, général de cavalerie, pair de France, gouverneur militaire de Paris (1830-1842), chevalier de Saint-Louis, grand cordon de la Légion d'honneur
- Charles Pierre Victor Pajol (1812-1891), 2e comte Pajol, général de division lors de la guerre de 1870, historien et sculpteur, commandeur de la Légion d'honneur
- Louis Eugène Léonce Pajol (1817-1885), vicomte Pajol, frère du précédent, général de brigade lors de la guerre franco-allemande de 1870, aide de camp de Napoléon III, commandeur de la Légion d'honneur
- Napoléon-Stéphan-Gédéon-Pierre-Marie Pajol (1848-1894), 3e et dernier comte Pajol, fils du 2e comte, chef de bataillon d'infanterie, officier de la Légion d'honneur[2],[3].

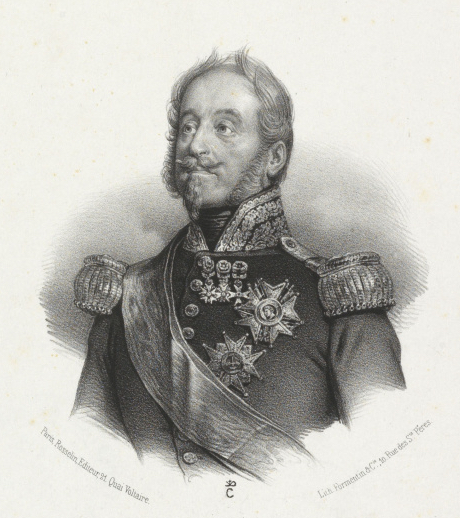
Pierre Claude Pajol (1772-1844)
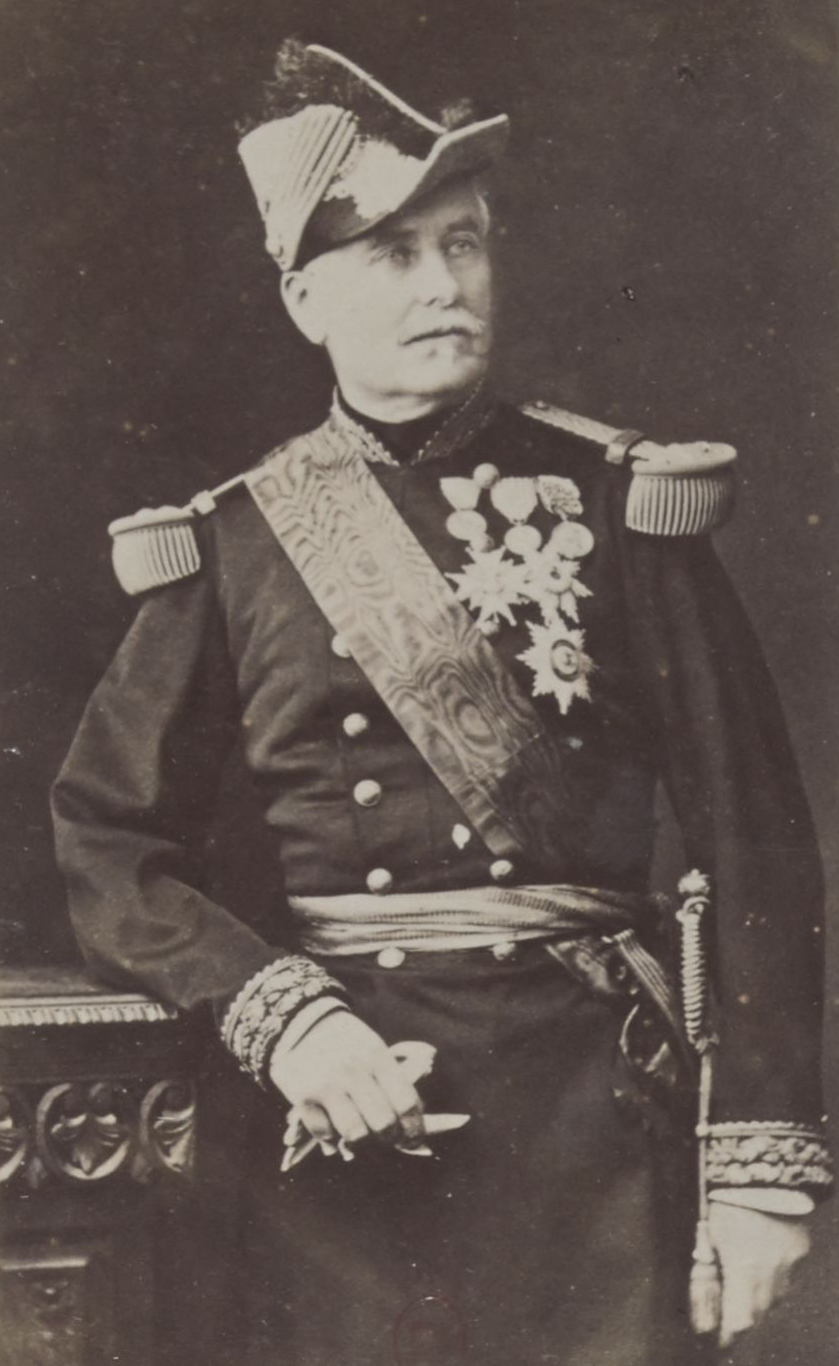
Charles Pierre Victor Pajol (1812-1891)
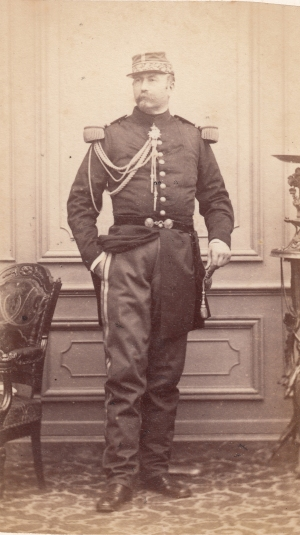
Louis Eugène Léonce Pajol (1817-1885)

## Titres et dignités
- Sous le Premier Empire :
  - baron de l'Empire (lettres patentes du 18 juin 1809)[4] ;
  - comte de l'Empire (décret impérial du 25 novembre 1813)[4] ;
  - pair de France (1814)[4] ;

- Sous la monarchie de Juillet : 
  - pair de France (1831)[4] ;
- Sous le Second Empire :
  - confirmation du titre de comte Pajol par décret impérial du 23 février 1861[4].

## Armoiries
| Figure | Blasonnement |
|        | Armes du baron Pierre-Claude Pajol et de l'Empire « Écartelé : au 1°, d'azur, au chevron d'or, accompagné en chef de deux molettes et en pointe d'une épée haute, le tout d'argent ; au 2°, du quartier des Barons militaires ; au 3°, de pourpre, au lion d'or, la tête contournée, tenant un drapeau du même ; au 4°, de sinople, à un senestrochère, mouvant du canton senestre de la pointe, la manche d'argent, le parement d'azur chargé de trois chevrons d'argent, la main de carnation tenant un foudre d'or. » |
|        | Armes du comte Pierre-Claude Pajol et de l'Empire « Écartelé : au 1°, de comte militaire, qui est d'azur à l'épée haute en pal d'argent monté d'or ; au 2°, d'azur au chevron d'or, accompagné en chef de deux molettes et en pointe d'une épée haute, le tout d'argent ; au 3°, de pourpre, au lion rampant, la tête contournée d'or, tenant trois drapeaux du même ; au 4°, de sinople, au dextrochère d'argent rebrassé d'azur et d'argent, tenant un foudre d'or. »                                                  |

## Œuvres littéraires et artistiques de la famille Pajol

### Ouvrages
- Cte Pajol (Charles-Pierre-Victor), Armée russe, Paris, imprimerie de A. Bry, 1856 ;
- Id., Lettre du général Pajol sur la bataille et sur la capitulation de Sedan (16 juillet 1871), Paris, imprimerie de Lefebvre, 1871, lire en ligne ;
- Id., Pajol général en chef, Paris, Firmin-Didot, 1874, lire en ligne ;
- Id., Kléber, sa vie, sa correspondance, Paris, Firmin-Didot, 1877, lire en ligne ;
- Id., Les guerres sous Louis XV, Paris, Firmin-Didot, 1881, lire en ligne ;
- Pajol (Napoléon), De la cavalerie dans le service de sûreté stratégique, Paris, Ch. Tanéra, 1874, lire en ligne ;
- de Lafaulotte (Madame H., née Pajol), Souvenirs et vérités, Paris, Plon, Nourrit et Cie, 1884, lire en ligne.

### Sculptures
Sculptures de Charles Pajol (1812-1891) :

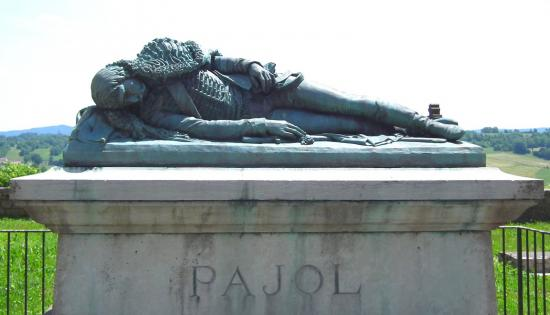
Mausolée du général Pajol à Nozeroy (Jura)
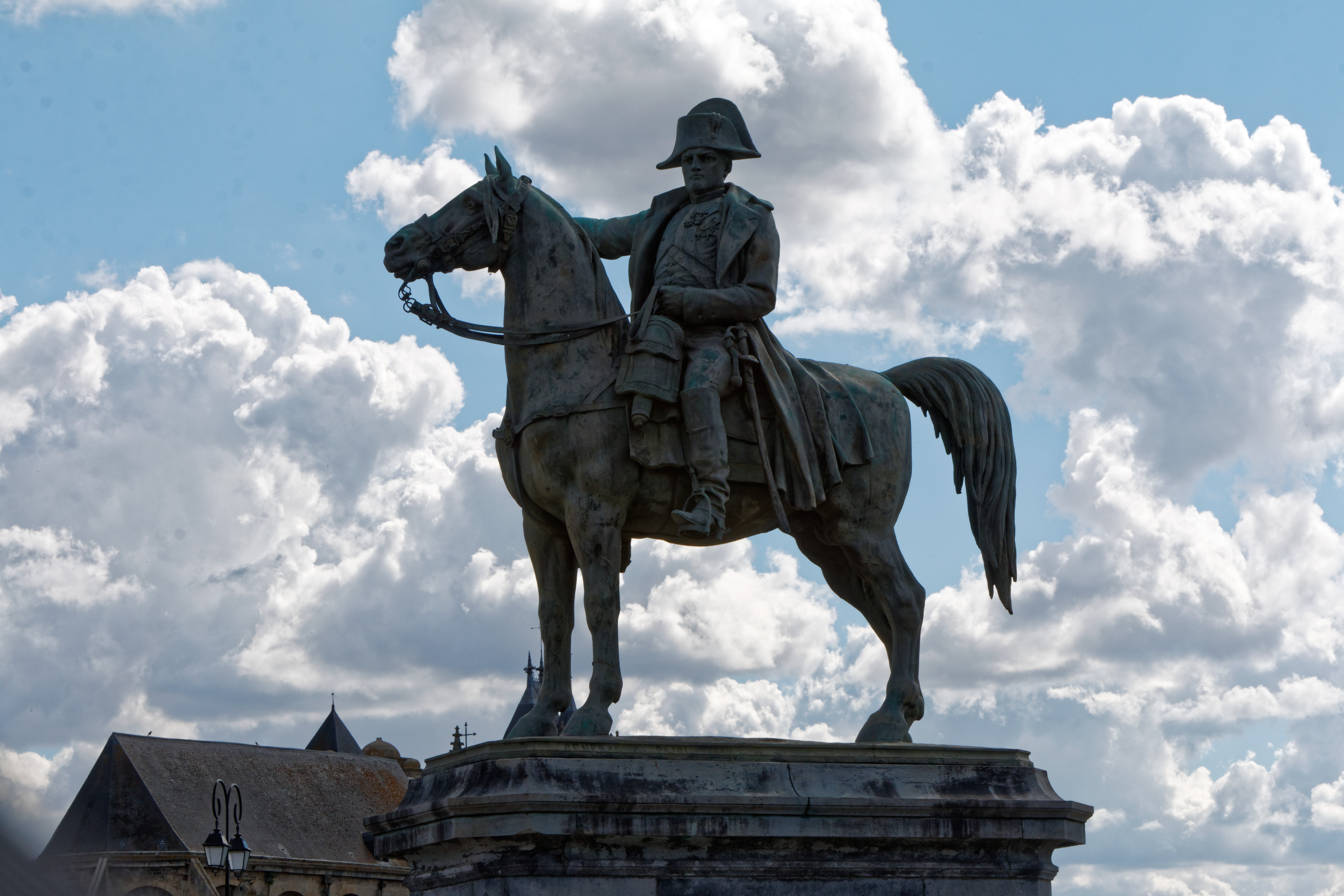
Statue équestre de Napoléon, à Montereau-Fault-Yonne.

## Postérité
- Nom gravé sous l'Arc de Triomphe de l'Étoile, 8e colonne ;
- Rue Pajol à Paris en l'honneur de Pierre-Claude Pajol.